# Rufus Nooitmeer

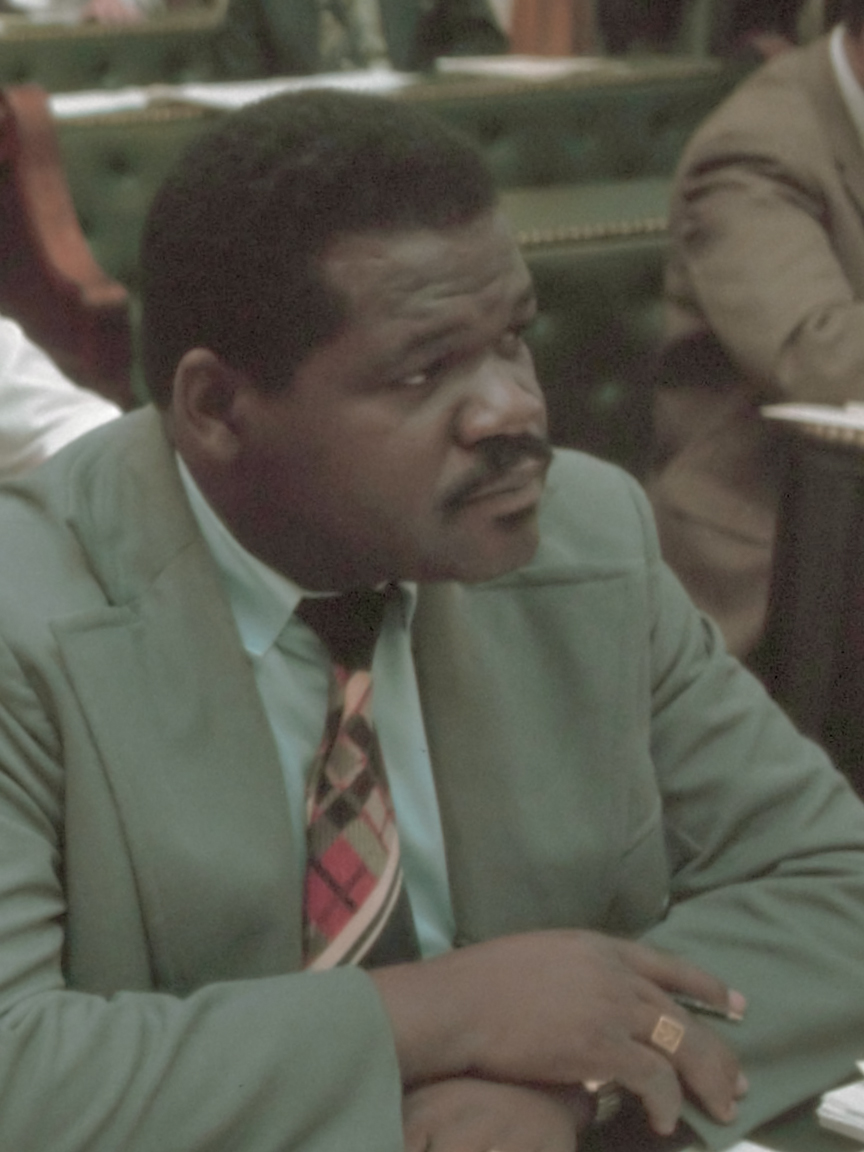
Rufus Nooitmeer (1975)

Rufus Barend Rudie Nooitmeer (21 september 1935 – 12 januari 2000) was een Surinaams vakbondsbestuurder en politicus.
Hij was vakbondsleider van de douanebond voor hij als NPS-kandidaat bij de verkiezingen van 19 november 1973 gekozen werd in de Staten van Suriname. Enkele maanden later werd hij de fractievoorzitter van de Nationale Partij Kombinatie (NPK; de regeringscombinatie waartoe ook de NPS behoorde). Tijdens de onderhandelingen voor de onafhankelijkheid van Suriname speelde hij een belangrijke rol. Op 25 februari 1980 vond de Sergeantencoup plaats en twee maanden later was er een mislukte tegencoup van Ormskerk. Kort daarop werd Nooitmeer gearresteerd. Hij was door Ormskerk benaderd over het plan, maar gaf in zijn verweer aan niet bereid geweest te zijn eraan mee te werken. Desondanks werd hij in november 1980 veroordeeld tot een celstraf van één jaar waarvan hij er 9 maanden zou uitzitten.  Afgezien van de militaire periode van 1980 tot 1987 bleef hij tot 1991 fractievoorzitter; vanaf 1987 was dat van het Front voor Democratie en Ontwikkeling/Nieuw Front waartoe naast de NPS onder andere ook de VHP behoorde.
Op 17 september 1991 werd hij benoemd tot minister van Regionale Ontwikkeling. Binnen de NPS was over die benoeming onenigheid omdat men hem liever had behouden als fractieleider. Op 15 oktober 1994 stapte hij op waarbij als reden werd opgevoerd dat hij zich zo optimaal zou kunnen inzetten bij de voorbereidingen op de volgende verkiezingen. Mogelijk speelden daarbij ook spanningen binnen de coalitie en gezondheidsproblemen een rol. Begin 2000 overleed hij op 64-jarige leeftijd.